# Архангельский, Владимир Васильевич
Влади́мир Васи́льевич Арха́нгельский (1906—1976) — советский писатель, журналист.
Родился 12 (25) июня 1906 года в с. Дудино Козельского уезда Калужской губернии в семье священника. Скрывая происхождение, указывал местом рождения Пензу.
Получил высшее юридическое образование (окончил Ленинградский университет). В 1930—1940-е гг. на комсомольской, журналистской и прокурорской работе.
Печатался с 1926 г. (сначала — под псевдонимом Вагин). Член Союза писателей СССР. Автор книг «Капля дождя» (1950), «Однажды летом» (1952), «Путешествие капли воды» (1953, 1954, 1958, 1966), «Как я путешествовал по Алтаю» (1958), «Остров алой клюквы» (1961), «Мухомор и грач» (1965), «Юность нового века» (1963), «И завтра будет бой» (1968) и др. В серии ЖЗЛ: «Ногин» (1964, 1966), «Фрунзе» (1970), «Петр Смородин» (1974).
Член Союза писателей СССР. Один из организаторов альманахов «Охотничьи просторы» (1950—1962) и «Рыболов-спортсмен».
Награждён орденом «Знак Почёта» и медалями.
Умер на рыбалке 3 ноября 1976 года. Похоронен на Ваганьковском кладбище (11 участок).